# Miriam Stein
Pour les articles homonymes, voir Stein et Miriam Stein.
Miriam Stein, née le 10 mai 1988 à Vienne, est une actrice austro-suisse. Elle est principalement connue pour son rôle dans la série télévisée Generation War.

## Biographie
Miriam Stein naît et grandit à Vienne en Autriche, d'un père suisse et d'une mère autrichienne. Son père est le présentateur de télévision Max Moor (de) et sa mère est une metteuse en scène.
Avant de devenir actrice, elle voulait devenir une danseuse classique mais une blessure à la hanche la força d'arrêter sa carrière de danseuse et de retourner dans une école publique. Elle obtiendra sa Maturité par la suite.

## Vie privée
Depuis 2009, elle est en couple avec l'acteur allemand Volker Bruch, rencontré sur le tournage de Goethe!. Ils vivent dans un village à une heure de Berlin.

## Filmographie

### Cinéma

#### Longs métrages
- 2010 : Goethe! de Philipp Stölzl : Lotte Buff
- 2010 : 180° – Wenn deine Welt plötzlich Kopf steht (de) de Cihan Inan (de) : Sylvia Dubois
- 2011 : L'Enfance volée (Der Verdingbub) de Markus Imboden : Esther
- 2011 : Omamamia (de) de Tomy Wigand (de) : Martina
- 2014 : Hin und weg (Tour de force) de Christian Zübert : Sabine
- 2015 : L'Origine de la violence d'Élie Chouraqui : Gabi
- 2020 : Moskau Einfach! de Micha Lewinsky (de) : Odile Lehmann

#### Courts métrages
- 2009 : Morgen Danach de Lorenz Suter : Marion
- 2009 : Der letzte Schnee de Matthias Günter : Simone
- 2009 : Der Mann, der nichts wollte de Lorenz Suter : Freundin
- 2009 : Alice - Paris de Stefan Muggli : Alice

### Télévision

#### Téléfilms
- 2001 : Tod durch Entlassung de Christian Kohlund
- 2004 : Alles wegen Hulk de Peter Reichenbach : Corinna
- 2007 : Liebe und Wahn de Michael C. Huber : Anna Lanz
- 2008 : Jimmie de Tobias Ineichen : Dana
- 2010 : Neue Vahr Süd de Hermine Huntgeburth : Sibille
- 2014 : Steirerblut (de) de Wolfgang Murnberger : Sandra Mohr
- 2015 : Une grande petite voix (de) de Wolfgang Murnberger : Elsa Brandl
- 2015 : Das goldene Ufer de Christoph Schrewe : Gisela Fürnagel
- 2018 : Steirerkind de Wolfgang Murnberger : Sandra Mohr

#### Séries télévisées
- 2003 : L'Empreinte du crime : Carla Walberg (épisode 5, saison 5)
- 2012-2015 : Quatuor pour une enquête : Pippa Sponring (23 épisodes)
- 2013 : Generation War (Mini-série) : Charlotte (3 épisodes)
- 2014 : Borgia : Juana of Castile (1 épisode)
- 2015 : The Team : Natascha Stark (8 épisodes)
- 2016 : Gotthard : Anna Tresch (2 épisodes)

## Distinctions
- 2020 : Prix du cinéma suisse, Quartz de la meilleure interprétation féminine dans Moskau Einfach! de Micha Lewinsky (de)[5].